# Epischoenus dregeanus
Epischoenus dregeanus là loài thực vật có hoa trong họ Cói. Loài này được (Boeckeler) Levyns mô tả khoa học đầu tiên năm 1958.